# La Befana vien di notte
La Befana vien di notte è un film del 2018 diretto da Michele Soavi con protagonista Paola Cortellesi.

## Trama
Paola è una maestra di scuola elementare, ma nasconde un segreto: bella e giovane di giorno, di notte si trasforma nell'eterna e leggendaria Befana. Un giorno però viene rapita da un misterioso giocattolaio. Il suo nome è Mr. Johnny e ha un conto in sospeso con Paola che, il 6 gennaio di 25 anni prima, gli ha inavvertitamente rovinato l'infanzia. Sei bambini, alunni di Paola, assistono al suo rapimento e, avendo dunque scoperto la doppia identità della donna, decidono di affrontare un'avventura che li cambia per sempre. E dopo innumerevoli imprese e scoperte, riescono a salvare la maestra.

## Produzione
Il budget del film è stato di 6 milioni di euro.

## Promozione
Il primo trailer del film viene diffuso il 3 dicembre 2018.

## Distribuzione
La pellicola è stata distribuita nelle sale cinematografiche italiane a partire dal 27 dicembre 2018.

## Accoglienza

### Incassi
Nel primo giorno il film ha incassato 467.007 euro, con 72.307 spettatori. Alla fine delle proiezioni nelle sale il film ha totalizzato un incasso di 7,7 milioni di euro. Il film ha ottenuto un discreto successo anche nei mercati di Stati Uniti e Regno Unito.
In tutto il mondo ha incassato 9,1 milioni di euro

### Critica
Il film è stato accolto in maniera perlopiù positiva dalla critica cinematografica italiana.
Carola Proto di Comingsoon.it assegna al film 3,5 stelle su cinque, scrivendo che «nella fantasia di Nicola Guaglianone, la nonnina dispensa-carbone è diventata un'icona femminista», e che «i riferimenti sono gustosi, e i grandi li apprezzeranno», sebbene «forse i bambini non li coglieranno». Sulla recitazione la giornalista afferma che se Fresi «riesce a esprimere tutto il suo potenziale» mentre Cortellesi appare «sacrificata» e che «non sarebbe stata una cattiva idea giocare di più con la sua doppia identità, [...] invece che un'eroina in sordina».
Massimo Lastrucci di Ciak riposta che nel film «la comedy si mescola al grottesco ipercolorato senza rinunciare a tocchi di sadismo terrificante», con una sceneggiatura «strutturata con cura» e i personaggi «citano un immaginario anni ’80». Lastrucci scrive che Cortellesi dimostra «una grande maturità espressiva» mentre Fresi appare come un «caratterista di sapida presenza».
Alessia Starace di MYmovies.it resta meno colpita dal film, assegnando 2 stelle su 5, affermando che sebbene il film abbia una produzione realizzata con «una certa cura formale ed estetica» e Cortellesi che nel ruolo «conserva la sua personalità esuberante anche sotto il trucco pesante da vecchia strega», nel complesso «questa sua manifestazione è così deludente da farci dubitare persino delle premesse» associandolo ai termini «opaco e frigido».

## Riconoscimenti
- 2019 - David di Donatello[12]
  - Candidatura per i migliori effetti speciali visivi

## Prequel
Il 1º marzo 2021 sono iniziate le riprese del film prequel La Befana vien di notte II - Le origini, per la regia di Paola Randi su una sceneggiatura di Nicola Guaglianone e Menotti; ambientato nel XVIII secolo, il film ha come protagonista Monica Bellucci, nel ruolo della strega buona Dolores, affiancata da Zoe Massenti, Alessandro Haber, Herbert Ballerina, Corrado Guzzanti e Fabio De Luigi. Il film, prodotto da Lucky Red, Rai Cinema e Sky, è stato distribuito da 01 Distribution a partire dal 30 dicembre 2021.